# Hólger Quiñónez
Hólger Quiñónez   (Quevedo, 18 de setembre de 1962) és un exfutbolista equatorià de la dècada de 1990.
Fou 50 cops internacional amb la selecció de l'Equador.
Pel que fa a clubs, defensà els colors de Barcelona Sporting Club, CR Vasco da Gama, Club Sport Emelec, C.F. União a Portugal, Deportivo Pereira de Colòmbia i Deportivo Quito.